# 畜犬談
『畜犬談』（ちくけんだん）は、太宰治の短編小説、あるいは随筆。

## 概要
| 初出     | 『文学者』1939年10月号                  |
| 単行本   | 『皮膚と心』（竹村書房、1940年4月20日） |
| 執筆時期 | 1939年8月12、13日～末日（推定）         |
| 原稿用紙 | 31枚                                    |

表題には「伊馬鵜平君に与へる」と添えられている。作中の「犬に噛まれて三七、21日間通院した」という友人とは太宰の親友であった伊馬鵜平（伊馬春部）の事、あるいは伊馬をモデルにしたと思われる。また、作中の「私」は甲府に住む妻帯の小説家であるため太宰本人だと考えて間違いなさそうであるが、この小説の内容がすべて事実なのか、事実を基にしたフィクションなのか、あるいはまったくの創作であるのかは判らない。
作品集『皮膚と心』に収録されたのち、『風の便り』（利根書房、1942年4月16日）と『玩具』（あづみ書房、1946年8月10日）に再録された。

## あらすじ
甲府の仮住まいに住む「私」は、いつか必ず犬に噛まれると確信しているほどに犬を嫌っていた。強い論調で犬の恐ろしさ・厭らしさを説く「私」であったが、いつしか一匹の汚らしい野良犬に付きまとわれることになる。

## 備考
- 冒頭から終盤に至るまで犬を恐怖の対象とし、完膚無きまでに蔑視・罵倒し倒すような内容ではあるが、積極的に虐待などを加えるものではない。むしろ犬を真正面から真剣に脅威の対象として捉え、その対処法を切実に論じるなど、犬嫌いの悲哀をユーモラスに描き出している。昨今の常識や風潮からすれば、太宰の主張は度を過ぎている感もあるが、もちろん当時は動物愛護法などの法整備もされておらず、また狂犬病など犬を媒介する疾病の予防接種が義務化されていなかった（狂犬病予防法が公布されたのは昭和25年である）ため、現在の感覚で太宰の主張の良し悪しを計ることは正当ではない。また、作中の「私」も犬に対する自らの主張や行為を最終的には恥じ、反省しているようである。
- 朗読カセット『太宰治作品集 全10巻―文芸カセット 日本近代文学シリーズ』（岩波書店、1988年6月6日）に本作品が収録されている。朗読は西田敏行[2]。